# خواجه‌بی‌لی (اورتاکوی)
خواجه‌بی‌لی (به ترکی استانبولی: Hocabeyli) یک منطقهٔ مسکونی در ترکیه است که در اورتاکوی (آق‌سرای) واقع شده‌است.